# Isabel Meili
Isabel Meili (* 11. Dezember 1986, Schweiz) ist eine Schweizer Schauspielerin und Kabarettistin mit Wohnsitz in Wien.

## Leben
Isabel Meili ist in der Schweiz aufgewachsen und zog 2007 nach Wien. 2011 schloss sie ihre Ausbildung in Tanz, Gesang und Schauspiel am Wiener Konservatorium ab. Danach wirkte sie in diversen Musicalproduktionen (u. a. AIDA, Der Zauberer von Oz, Die Schneekönigin) mit.
Meili war 2 Jahre festes Ensemblemitglied im Linzer Kellertheater und schreibt und inszeniert Theaterstücke für Kinder und Jugendliche, unter anderem für den Verein "Superar".
2018 feierte sie die Premiere ihres ersten abendfüllenden Solokabaretts "Schlapfen halten" und seitdem ist sie als Kabarettistin und Stand-up-Comedienne in Österreich, Deutschland und der Schweiz unterwegs.
Am 9. März 2020 feiert sie in Wien die Premiere ihres zweiten Programms "GENUG".

## Programme
- Schlapfen halten (2016)[3]
- GENUG (2020)

## Auszeichnungen und Nominierungen
- Publikumspreis Freistädter Frischling 2020[4]
- 3. Platz "Das Zelt" Comedy Battle Schweiz 2020
- Finale SRF Comedy Talent Show 2019
- Gewinnerin der Kabarett Talenteshow des Wiener Kabarettfestivals 2018
- nominiert für den Swiss Comedy Newcomer Award 2017